# Sassenburg
Sassenburg là một đô thị thuộc the huyện Gifhorn, bang Niedersachsen, Đức. Đô thị này có diện tích 88,4 km². Đô thị này có cự ly khoảng 7 km về phía đông bắc của Gifhorn, và 15 km về phía tây bắc của Wolfsburg. 